# Капитулация на Япония
| Представители на Японската империя на борда на USS Missouri (BB-63) за церемонията по капитулация |  | Японският министър на външните работи Мамору Шигемицу полага подписа си под акта за капитулация |
| Представители на Японската империя на борда на USS Missouri (BB-63) за церемонията по капитулация |  | Японският министър на външните работи Мамору Шигемицу полага подписа си под акта за капитулация |

Капитулацията на Япония е обявена от император Хирохито на 15 август 1945 г. и формално подписана на 2 септември 1945 г., слагайки край на Тихоокеанската война и на Втората световна война като цяло. Годишнината от капитулацията се отбелязва в много страни като Ден на победата над Япония.
Към края на юли 1945 г. Императорският флот на Япония вече е неспособен да провежда големи военни действия, а Японската империя е в очакване на съюзническо нахлуване. С Потсдамската декларация от 26 юли 1945 г. САЩ, Великобритания и Китай призовават Япония да капитулира безусловно или я очаква „бърза и пълна разруха“. Макар публично да обявява намерението си да се бие до край, Върховният военен съвет на Япония тайно прави уговорки с вече неутралния Съветски съюз за посредничество при евентуални мирни преговори, които да имат по-благоприятни условия за Япония. Междувременно, участвайки достатъчно в дипломатическите отношения с японците, за да останат с впечатлението, че са склонни за мирни преговори, СССР тайно подготвя нападение срещу японските войски в Манджурия и Корея в съответствие с обещанията, направени на Техеранската и Ялтенската конференции.
На 6 август 1945 г. в 8:15 часа местно време Въоръжените сили на САЩ детонират атомна бомба над японския град Хирошима. Шестнадесет часа по-късно американският президент Хари Труман отново призовава правителството на Япония да се предаде, предупреждавайки ги, че в противен случай „ще срещнат унищожителен дъжд от небето, размерите на който не са били виждани дотогава на света“. Вечерта на 8 август 1945 г., в съответствие с Ялтенската конференция, но в нарушение на Съветско-японския пакт за неутралност, Съветският съюз обявява война на Япония и малко след полунощ нахлува в марионетната държава на японското правителство Манджоу-Го. Няколко часа по-късно САЩ пускат втора атомна бомба, този път над град Нагасаки. След тези събития император Хирохито се намесва и нарежда на Върховния военен съвет да приеме условията на Съюзниците от Потсдамската декларация, за да се сложи край на войната. След още няколко дни задкулисни преговори и провалил се опит за държавен преврат, император Хирохито отправя изявление към нацията по радиото на 15 август. Чрез него той обявява капитулацията на Япония пред съюзническите сили.
Окупацията на Япония от съюзническите сили започва на 28 август. Церемонията по капитулацията се провежда на 2 септември на борда на американския линеен кораб „Мисури“, намиращ се в Токийския залив. На нея, японското правителство подписва Акт за капитулацията на Япония, с което официално се слага край на военните действия. Японската делегация включва 9 души и е оглавявана от японския външен министър Мамору Шигемицу. Те са посрещнати от Дъглас Макартър, който открива церемонията, придружаван от Честър Нимиц и Уилям Холси.
Събитието е широко отпразнувано из цял свят, тъй като приключва дългия глобален конфликт, но някои японски войници, останали изолирани на острови из Тихия океан, отказват да се предадат в продължение на месеци и дори години след това. Последният от тях се предава чак през 1974 г.
Ролята на атомните бомбардировки в решението на Япония за безусловна капитулация все още е обект на спорове. Състоянието на война със САЩ формално приключва с влизането в сила на договора от Сан Франциско на 28 април 1952 г. През 1956 г. Япония и Съветския съюз подписват съвместна декларация, с което формално се слага край и на тяхното състояние на война.